# Казанский военный госпиталь
Казанский военный госпиталь — наименование госпиталя на 150 коек, в городе Казань, одно из старейших военно-медицинских лечебно-профилактических учреждений Вооружённых сил России.
На момент расформирования имел официальное полное наименование — Федеральное бюджетное учреждение 354-й окружной военный клинический госпиталь Министерства обороны Российской Федерации. К ноябрю 2012 года Минобороны России госпиталь был расформирован, а его территория продана под коммерческую застройку, частично передана городу.
В настоящее время функционирует военный госпиталь (на 150 коек, г. Казань) ФГКУ «354 ВКГ» Минобороны России по адресу Рауиса Гареева 120

## Описание
Госпиталь (на 150 коек, г. Казань) ФБУ «354 ОВКГ» Минобороны России является военным лечебно-профилактическим учреждением для оказания квалифицированной и специализированной медицинской помощи и стационарного лечения военнослужащих, а также офицеров, находящихся в запасе и отставке, из Татарстана, Марий Эл, Чувашии и Удмуртии. Кроме того, право на медицинское обследование и лечение предоставлено также членам семей военнослужащих и гражданскому персоналу Вооружённых Сил России.
Наряду с главными ведомственными лечебными учреждениями МВД, ФСБ и УИН Минюста казанский военный госпиталь является центром проведения военно-врачебной экспертизы в Татарстане.
На базе госпиталя функционирует около 17 лечебно-диагностических отделений и лабораторий. В конце 2000-х годов были ликвидированы некоторые отделения госпиталя (кардиологическое, урологическое, ЛОР, пульмонологическое и гастроэнтерологическое), число коек сокращено вдвое — с 315 до 150.
В госпитале работают 270 человек, из них 2 доктора медицинских наук, 4 кандидата медицинских наук, 1 кандидат технических наук, 27 врачей высшей квалификационной категории и 12 врачей с 1 категорией, которыми проводятся научные исследования, повышение квалификации военно-медицинских кадров. Специалисты госпиталя оказывают помощь войсковым врачам в лечебно-профилактической работе.

## История
Первый военный госпиталь в Казани появился когда по указу Петра I «О наблюдении полковым начальством порядка в селениях войсками занимаемых» для гарнизона крепости Казань был построен штабной двор «и при том дворе шпиталь» в 1722 году.
Сведений о военно-лечебном деле в Казани XVIII века сохранилось очень мало. Известно, что в госпитале при Казанском адмиралтействе служил штаб-лекарем Ф. И. Арендт.
К началу XIX века лазарет казанского гарнизонного полка был перегружен, из-за чего потребовалось его расширение. Поскольку заведение стало нуждаться в дополнительных средствах (часть расходов по нему комендант города был вынужден производить из своих личных сбережений), то согласно указанию императора Александра I от 2 (15) марта 1809 года вместо гарнизонного лазарета на 240 коек по докладу военного министра было утверждено строительство «особого военного госпиталя на 300 человек больных», в который поступали, кроме больных гарнизона, также солдаты, отстающие по болезни от «отрядов войск и рекрутских партий», следовавших через Казань. Эта дата официально считается днём основания Казанского военного госпиталя.
В 1812—1814 годах в госпитале лечились российские солдаты, раненные во время Отечественной войны, а также военнопленные наполеоновской армии.
С 1813 года служил врачом, с 1818 ординатором К. М. Рейх.
В 1816 году в империи было введено новое «росписание» госпиталей. Казанский госпиталь по нему соответствовал госпиталю II класса, имел 300 коек для нижних чинов. Более века с той поры Казанский военный госпиталь являлся самым крупным военно-лечебным учреждением на востоке России. За это время в нём работали почти все известные казанские учёные-медики (терапевты и хирурги).
Госпиталь располагался у Сибирского (Арского) тракта на Арском поле. В 1820 году в Бугуруслановском уезде на Сергиевских минеральных водах было открыто летнее отделение Казанского военного госпиталя для лечения больных солдат и офицеров сероводородными ваннами.
В начале 1830-х годов во время пандемии холеры и бунтов госпиталь принимал больных холерой. Эта высоколетальная болезнь в то время была малоизучена.
В 1838 году при госпитале была организована фельдшерская школа на 75 человек с трёхлетним сроком обучения, в которой занятия вели врачи госпиталя — выпускники медицинского факультета Казанского университета и Петербургской военно-медицинской академии: П. Я. Сергеев, М. А. Нечаев, И. И. Зедерштедт и другие. Кроме того, в госпитале работали проф. А. И. Белов, В. С. Бронников, Л. Х. Вагнер, Ф. О. Елачич, А. А. Китер, Н. Я. Теплов, К. П. Турино, Э. А. Шарбе.
В 1847 году в Казань пришла очередная пандемия холеры. По свидетельству А. А. Генрици, назначенного в августе штатным ординатором в Казанский военный госпиталь, тот стал основным больничным учреждением города в холерное время.
С 1864 года казанский госпиталь являлся окружным лечебным учреждением Казанского военного округа (включающем Казанскую, Симбирскую, Пензенскую, Самарскую, Саратовскую, Астраханскую, Уральскую, Тургайскую губернии, а также Букеевскую Орду).
В 1869 году при Казанском окружном военно-медицинском управлении было открыто военно-медицинское общество (возглавляемое П. И. Савостьяновым).
В 1870 году отделение госпиталя на Сергиевских минеральных водах было переформировано в военно-санаторную станцию. В 1871 году на Барабашиной Поляне (в 15 вёрстах от Самары) открылась кумысолечебная станция госпиталя, а непосредственно при госпитале — отделение сестёр милосердия для послушниц монастырей.
В 1903 году штат военного госпиталя на 423 койко-места включал 7 врачей, 13 фельдшеров.
К 1914 году он насчитывал уже 1160 мест. Впоследствии из-за начавшейся войны были заняты все имевшиеся помещения госпиталя, число коек достигло 2 тысяч. В связи с большими потерями медицинского персонала на фронте сроки обучения в фельдшерской школе были сокращены. В 1915 году в нём было подготовлено 150, а в 1916 году — 281 фельдшер.
Во время Гражданской войны в госпитале насчитывалось 1740 мест. 6 августа 1918 года Казань была захвачена Народной армией КОМУЧа. Трагические события, произошедшие тогда в военном госпитале, описаны в художественном произведении А. Н. Толстого следующим образом:

Ночью весь госпиталь был разбужен. Бегали доктора, санитары, волокли узлы. Сидели на койках испуганные больные. За окнами гремели колеса, раскатывалась бешеная ругань. В Казань входили чехи. Красные эвакуировались. Все, кто мог уйти, покинули госпиталь, Ольга Вячеславовна осталась, про неё не вспомнили.
На рассвете в больничном коридоре громыхали прикладами грудастые, чисто, по-заграничному одетые чехи. Кого-то волокли, — срывающийся голос помощника заведующего завопил: «Я подневольный, я не большевик… Пустите, куда вы меня?..» Двое паралитиков подползли к окошку, выходящему во двор, сообщили шёпотом: «В сарай повели вешать сердешного…»— Толстой А. Н. Гадюка, 1928.
К концу 1918 года в госпитале функционировали туберкулёзное отделение, а также пять инфекционных отеделений в связи с эпидемией сыпного тифа. В 1919 году были отремонтированы лечебные корпуса, улучшилось снабжение госпиталя медикаментами и продовольствием.
В 1910—1920-е годы в казанском военном госпитале работали А. В. Вишневский, Л. П. Левшин, С. С. Зимницкий, Г. А. Клячкин, И. И. Колчин, С. Н. Рукавишников, Н. С. Охотин и другие.
В 1936—1939 годах была проведена капитальная реконструкция госпитального комплекса. К лету 1941 года он имел 1000 мест. В начале Великой Отечественной войны в нём было развёрнуто 2320 мест. Казанский военный госпиталь, именовавшийся тогда «Эвакогоспиталь № 361», имел хирургическое, оториноларингологическое, нейрохирургическое, терапевтическое, травматологическое, глазное, лабораторное и рентгенологическое отделения. На его базе открылись курсы переподготовки медицинского персонала, которые закончили 300 врачей-травматологов, 13 нейрохирургов, 1039 медицинских сестёр.
В 1944 году в Казани была проведена научная конференция врачей госпиталей Приволжского военного округа, где был обобщён опыт практической и научно-исследовательской работы военврачей. Ряд научных исследований были выполнены на базе эвакогоспиталей совместно с врачами НИИ, эвакуированными из Ленинграда и Москвы. В послевоенный период штат госпиталя был значительно сокращён, число койко-мест к 1959 году уменьшилось с 1200 до 400, но госпиталь продолжил функционировать по назначению.
Согласно проводимой военной реформе, предусматривающей сокращение Вооружённых сил России, осуществлялось упразднение многих военных госпиталей. 26 февраля 2010 года министром обороны А. Э. Сердюковым был подписан приказ № 123, постановляющий расформирование казанского военного госпиталя. В связи с последовавшими за этим в марте-апреле протестами сотрудников госпиталя, казанских военных пенсионеров и ветеранов, Главное медицинское управление по поручению президента России рассмотрело вопрос о судьбе казанского госпиталя, решив его сохранить. В мае 2010 года министр обороны отменил решение о ликвидации этого учреждения, однако к ноябрю 2012 года госпиталь окончательно закрыли.
В 2016 году большая часть зданий госпиталя была передана под Института фундаментальной медицины и биологии КФУ Оставшаяся часть зданий и госпитальный сад была передана под застройку инвестору, с обязательством сохранения имеющихся зданий том числе два архитектурных памятника регионального значения и два градоформирующих объекта.

## Расположение
Казанский военный госпиталь занимает квартал в конце улицы Карла Маркса (бывшей Арской дороги), между улиц Чехова (старая Госпитальная улица до 1914 года) и Курашова (новая Госпитальная улица до 1985 года). Место на Арском поле для военного госпиталя было отведено уже по генеральному плану Казани конца XVIII века.
Комплекс госпитальных зданий неоднократно перестраивался. Первоначально он располагался в деревянных зданиях. Ныне включает несколько строений, являющихся памятниками русской архитектуры XIX века. В их число входят: два одноэтажных прямоугольных корпуса (предположительно 1809, архитектор Я. М. Шелковников), двухэтажный прямоугольный корпус в стиле классицизма (1822—1828, архитектор П. Г. Пятницкий), два двухэтажных прямоугольных корпуса, соединённых в 1880-е годы по второму этажу крытой галереей в стиле позднего классицизма (1842—1843, архитектор П. Г. Пятницкий; 1872—1873, архитектор Л. К. Хрщонович).
Исторически неподалёку от госпиталя сконцентрировался ряд значимых медицинских лечебно-профилактических учреждений и учебных заведений Казани: Казанский государственный медицинский университет, Казанская государственная медицинская академия, Клиники медицинского университета, Родильный дом имени С. В. Груздева, Республиканский клинический кожно-венерологический диспансер, Детская клиника имени В. К. Меньшикова, Республиканская клиническая больница № 2, Республиканский центр медицинской профилактики, Городская поликлиника № 2 и другие.